# Raymond Legrand
Raymond Paul Legrand (París (França), 23 de maig, 1908 - Montreal (Canadà), 25 de novembre, 1974), va ser un compositor i director d'orquestra francès.

## Carrera
Legrand va estudiar harmonia i orquestració com a alumne de Gabriel Fauré. En els àmbits del jazz i la música lleugera, va fer arranjaments per a Ray Ventura i el seu conjunt a partir de 1934, abans de formar el seu propi grup sota l'Ocupació. Es va envoltar d'antics músics que va conèixer amb Ventura, especialment Henri Bourtayre (composició) i Guy Dejardin (arranjament, orquestració). Durant la Segona Guerra Mundial, va participar en la Col·laboració amb el govern de Vichy.
L'orquestra de Raymond Legrand incloïa Irène de Trébert, Maurice Chevalier, Georges Guétary, Tino Rossi i Colette Renard. També va col·laborar amb figures de la cançó francesa com Francis Lemarque, Mouloudji, Édith Piaf i Henri Salvador.
El 1948, va dirigir l'orquestra per a l'enregistrament de C'est si bon de Les Soeurs Étienne, que va esdevenir un èxit. El 1966, el seu fill Michel Legrand va dirigir l'orquestra per a la versió d'aquesta cançó de Barbra Streisand a l'àlbum Color Me Barbra.
També va compondre copiosament per al cinema.

## Vida personal
Legrand es va casar amb Marcelle Ter Mikaëlian (germana de Jacques Hélian) el 1929; els seus fills van ser la cantant Christiane Legrand, nascuda el 1930, i el compositor Michel Legrand, nascut el 1932. El 1935, va abandonar la seva dona i els seus fills. El 1943, va tenir un fill, Michel-Patrick Legrand, amb la cantant Irène de Trebert.
El 1946, es va divorciar i uns anys més tard es va casar amb Paulette Bonimond; van tenir dos fills, l'escriptor Benjamin Legrand i el pintor Olivier Legrand. El 1960, ell i Paulette es van divorciar, i ell es va casar amb Colette Renard. El 1971, es va divorciar de nou per casar-se amb Martine Leroy, amb qui va tenir una filla, Coralie Legrand.

## Bandes sonores de pel·lícules
- Grisou, Maurice de Canonge (1938)
- Le Roman de Renard, Ladislas Starewitch i Irène Starewitch (1941)
- Mademoiselle Swing, Richard Pottier (1942)
- Destiny, Richard Pottier (1946)
- Vertigo (1947), Richard Pottier (1946)
- L'aventure commence demain, Richard Pottier (1948)
- Two Loves, Richard Pottier (1949)
- Justice est faite, André Cayatte (1950)
- Murders, Richard Pottier (1950)
- Alone in Paris, Hervé Bromberger (1951)
- Topaze, Marcel Pagnol (1951)
- Manon of the Spring, Marcel Pagnol (1952)
- Nous sommes tous des assassins, André Cayatte (1952)
- Paris chante toujours, Pierre Montazel (1952)
- Une fille dans le soleil, Maurice Cam (1953)
- Les Compagnes de la nuit, Ralph Habib (1953)
- Carnival, Henri Verneuil (1953)
- The Baker of Valorgue, Henri Verneuil (1953)
- Ce soir les jupons volent, Dimitri Kirsanoff (1956)
- Business, Maurice Boutel (1960)
- Clodo, Georges Clair (1975)